# NGC 1411
NGC 1411 è una piccola galassia lenticolare (o ellittica) situata nella costellazione dell'Orologio, a una distanza di circa 44 milioni di anni luce dalla nostra Via Lattea.

## Scoperta
La galassia è stata scoperta il 24 ottobre 1835 dall'astronomo britannico John Herschel.
Successivamente, il 3 ottobre 1897, venne osservata e descritta dall'astronomo statunitense Lewis Swift e in seguito inserita nell'Index Catalogue con il codice IC 1943.

## Descrizione
NGC 1411 è stata utilizzata da Gérard de Vaucouleurs come esempio di galassia del tipo morfologico "SA(l)0°" nel suo atlante delle galassie.

## Supernova
Il 28 ottobre 1976, all'interno di NGC 1411 è stata scoperta la supernova SN 1976L da Halton Arp e Barry Madore. Non è stato possibile determinare a quale tipologia appartenesse la supernova.

## Gruppo di NGC 1433, di NGC 1448 e di NGC 1493
Secondo Richard Powell del sito « Un Atlas de l'Univers », NGC 1411 fa parte del Gruppo di NGC 1433 che comprende 10 galassie. Le altre galassie di questo gruppo sono NGC 1448, NGC 1433, NGC 1493, NGC 1494, NGC 1495, NGC 1527, IC 1970, IC 2000 e ESO 249-36 (PGC 14225). Il gruppo fa parte dell'Ammasso della Fornace.
Invece secondo l'articolo di A.M. Garcia del 1993, NGC 1411 fa parte del Gruppo di NGC 1448 che comprende cinque galassie. Oltre a NGC 1448, le altre tre galassie del gruppo sono IC 1970, PGC 13390 e PGC 13409.
Le altre galassie del Gruppo di NGC 1433 di Powell sono incluse dall'autore nel Gruppo di NGC 1493.
La distanza media delle galassie del Gruppo di NGC 1433 di Powell è di 15,5 Mpc, quella del Gruppo di NGC 1448 è di 15,1 Mpc e quella del Gruppo di NGC 1493 di 14,8 Mpc. Le galassie NGC 1433, NGC 1495, NGC 1527 e PGC 14225 del Gruppo di NGC 1433 (Powell) non figurano né nel Gruppo di NGC 1448 né in quello di NGC 1493. Se si raggruppassero in un sol gruppo tutte le galassie citate da Powell e Garcia, si otterrebbe un gruppo costituito da 15 membri con una distanza media di 14,1 ± 1,7 Mpc.